# Jacques Le Lorrain
Jacques Le Lorrain (20 mai 1856, Bergerac - 5 mai 1904, Arcueil) était un cordonnier et écrivain français.

## Biographie
Il était le fils du maître bottier Joseph Lelorain (sic), originaire de Nancy, et de la couturière bergeracoise Marie Delpech. Il enseigna dans des institutions privées, dont le collège Saint-Elme d’Arcachon. Il parcourut la France, l’Allemagne et l’Espagne, souvent à pied. Il s’installa à Paris vers 1881, où il ouvrit une boutique de cordonnier en 1896. Il collabora à des journaux et revues comme L’Hydropathe, Le Tintamarre, La Jeune France, La Revue indépendante, La Plume, La Revue philosophique, La Nouvelle Revue. Il publia quelques volumes de son vivant (poésie, théâtre en vers, romans), mais reste connu surtout pour une œuvre posthume, Le Chevalier de la longue figure, drame héroïque en quatre actes, d’après Don Quichotte, qui fut adapté en livret d’opéra par Henri Cain et mis en musique par Jules Massenet. Il y a dans Bergerac une rue Jacques Le Lorrain, ainsi qu’une stèle à lui dédiée, située au Jardin Perdoux.

## Œuvres
- Kaïn, drame en deux actes. Jouve, 1885.
- Evohé ! (poésie) avec une préface de Jean Richepin. Paris : Louis Westhausser, 1887.
- Nu (roman). Paris : Albert Savine, 1888.
- Le Rousset (roman). Savine, 1890.
- Fleurs pâles (poésie). Paris : Léon Vanier, 1894.
- L'Au-delà (roman). Paris : Librairie Paul Ollendorf, 1899. [lire en ligne]
- Çà et là (poésie). Éditions de la Plume, 1901.
- Trop Belle (roman). La Nouvelle Revue, 1901.
- Les Voluptueux (roman). Juven, 1902.
- Le Chevalier de la longue figure (Don Quichotte), drame héroïque en quatre actes. Joubert, 1906.
- Les Croquants, drame historique en quatre actes, précédé d’une notice sur la vie et les œuvres du poète par Eglantine de Valrose. Périgueux : Ronteix, 1926.
- Le Sixième acte de Cyrano de Bergerac, un acte. Bergerac : Imprimerie générale du Sud-Ouest, 1962.
- "Le rêve", article paru dans la Revue Philosophique de la France et de l’Etranger (Paris), vingtième année, XL, juillet-décembre 1895, pp. 59-69 (cité par Freud dans son ouvrage : La Science des rêves)[1].